# 蘆竹盾介殼蟲
蘆竹盾介殼蟲（学名：Kuwanaspis phragmitis）为盾介殼蟲科竹盾介殼蟲屬下的一个种。